# Seba typica
Seba typica är en kräftdjursart som beskrevs av Charles Chilton 1884. Seba typica ingår i släktet Seba och familjen Sebidae. Inga underarter finns listade i Catalogue of Life.